# Каміла Сколімовська
Каміла Сколимовська (пол. Kamila Skolimowska; * 4 листопада 1982 — † 18 лютого 2009) — польська легкоатлетка, перша в історії Олімпійських ігор володарка золотої медалі в метанні молота в 2000 році.

## Життєпис
Каміла Сколімовська народилася 4 листопада 1982 року у Варшаві.
У 2000 році у віці 17 років вона виграла золоту медаль на Іграх в Сіднеї, де вперше в історії Олімпіад був розіграний комплект нагород в метанні молота серед жінок.
Сколімовська була призером чемпіонатів Європи, а також багатократною чемпіонкою Польщі.
Померла спортсменка несподівано у віці 26 років. Сколімовська відчула себе погано під час тренування в Португалії (у м. Віла-Реал-де-Санту-Антоніу). Спортсменка була екстрено госпіталізована, проте, незважаючи на всі зусилля лікарів, врятувати її життя не вдалося.